# ان‌جی‌سی ۴۳۲۳
ان‌جی‌سی ۴۳۲۳ (انگلیسی: NGC 4323) نام یک کهکشان در صورت فلکی گیسو است.